# Власна
Власна (пол. Własna) — село в Польщі, у гміні Старча Ченстоховського повіту Сілезького воєводства.
Населення — 412 осіб (2011).
У 1975-1998 роках село належало до Ченстоховського воєводства.

## Демографія
Демографічна структура станом на 31 березня 2011 року:
|          | Загалом | Допрацездатний вік | Працездатний вік | Постпрацездатний вік |
| -------- | ------- | ------------------ | ---------------- | -------------------- |
| Чоловіки | 193     | 30                 | 137              | 26                   |
| Жінки    | 219     | 32                 | 124              | 63                   |
| Разом    | 412     | 62                 | 261              | 89                   |